# Longares
Longares là một đô thị ở tỉnh Zaragoza, Aragon, Tây Ban Nha. Theo điều tra dân số 2004 của Viện thống kê Tây Ban Nha (INE), đô thị này có dân số là 906 người. Diện tích đô thị này là 46 ki-lô-mét vuông.Đô thị này nằm ở độ cao 531 m trên mực nước biển, cách thủ phủ Zaragoza 38 km.